# The Order of the Stick
The Order of the Stick (kurz OotS) ist ein Fantasy-Webcomic, der auf dem Rollenspiel Dungeons and Dragons (D&D) basiert. Ursprünglich ein reiner Webcomic, existieren mittlerweile neun gedruckte Bücher mit den gesammelten Comicstrips, einschließlich zahlreicher Bonus-Strips, die nicht im Internet erschienen sind. Der finanzielle Erfolg des Comics ermöglichte es dem Autor Rich Burlew, seinen alten Job zu kündigen und sich ganz dem Comic zu widmen. Ursprünglich erschien der Comic zweimal pro Woche, zwischendurch dreimal, mittlerweile aber wieder unregelmäßig.
OotS erscheint seit dem 29. September 2003 auf Rich Burlews Website, im Wesentlichen ununterbrochen bis heute. Die längste Pause, bedingt durch eine Handverletzung Burlews, war von September bis Dezember 2012. Der Comic wird in unregelmäßigen Abständen aktualisiert, bisher (Stand Mai 2024) sind 1302 Seiten erschienen.
Seinen Witz bezieht der Comic oft aus der Tatsache, dass im OotS-Universum anscheinend die Naturgesetze/Spielregeln aus dem Rollenspiel D&D gelten, und die Charaktere dies auch wissen – sie diskutieren über ihre Trefferpunkte, Gesinnungen, Stufen und Klassen. Mit der Zeit hat sich der Comic allerdings von den schnellen Gags wegbewegt und legt mehr Gewicht auf eine epische Geschichte. Anspielungen auf Werke aus dem Geek-Kanon (z. B. Harry Potter, Monty Python, Wile E. Coyote, Final Fantasy, Der Herr der Ringe, Star Wars, Die Braut des Prinzen, Matrix, Der Wüstenplanet, Babylon 5) und aus verschiedenen Sagenwelten haben ebenso ihren Platz wie das feinsinnige Karikieren der Interaktionen realer Rollenspielgruppen.
OotS erschien auch in der Rollenspielzeitschrift Dragon Magazine, die aber Ende 2007 eingestellt wurde.

## Handlung
Roy Greenhilt ist durch einen Blutschwur seines verstorbenen Vaters dazu gezwungen, den bösen untoten Magier Xykon zu vernichten. Als Anführer einer sechsköpfigen Abenteurergruppe geht er dieses Vorhaben an. Xykon seinerseits versucht, die Kontrolle über eine uralte Macht zu erlangen, um noch mächtiger zu werden.
Neben dieser Haupthandlung gibt es noch zahlreiche damit verwobene Nebenhandlungen: Kämpfe mit der Linear Guild, dem bösen Gegenstück der Abenteurergruppe; die Suche nach dem Sternenmetall und das Erneuern von Roys Familienschwert; die Heilung von Haleys durch einen Schock verursachten Sprachproblem; der Snarl; die Rettung verschiedener Familienmitglieder des OotS; die Schlacht um Azure City und das Schicksal der Azuriten nach der Besetzung; die Erfüllung verschiedener Prophezeiungen; sowie das Imperium des Tyrannen Tarquin, dessen Herrschaft sie zu beenden versuchen.

### Handlung der Webcomics
Zu Beginn des Comics spielt sich die gesamte Handlung innerhalb des Dungeon of Dorukan ab, wobei parodistische Elemente um D&D-Regeln dominieren. Die Einführung von bösen Gegenspielern (die Linear Guild) und des untoten Erzbösewichts namens Xykon fokussiert die Geschichte jedoch schließlich, bis das Dungeon zerstört wird. Der Order of the Stick kann noch rechtzeitig flüchten und begibt sich, im Glauben an Xykons Vernichtung, auf den Weg, Roys zerbrochenes Schwert neu zu schmieden. Währenddessen regeneriert Xykon seinen Körper wieder. Dies gelingt ihm mithilfe eines unheiligen Amulettes, das seine Seele enthält (Im D&D Universum können Liche ihren Körper immer wieder neu wachsen lassen, solange nicht der Behälter gefunden und zerstört wird, in dem sich ihre Seele befindet). Zeitgleich wird ein Paladin der Sapphire Guard aus Azure City ausgesandt, der die Abenteurer für die Zerstörung des Dungeons vor Gericht bringen soll. Nach einem kurzen Ausflug in einen Wald auf der Suche nach Sternenmetall begibt sich die Gruppe zuerst freiwillig, später jedoch unfreiwillig mit dem Paladin nach Azure City.
Dort erfahren sie, dass vor langer Zeit ein uraltes Böses namens Snarl eingesperrt wurde und die Risse im Universum, durch die es entweichen könnte, durch Portale versiegelt wurden. Eines dieser Portale war in genau jenem Dungeon verborgen, das durch den Order of the Stick zerstört wurde. Nun erfahren Roy und seine Kumpanen, dass Xykon nicht wie vermutet vernichtet wurde und sich vermutlich auf dem Weg zu den anderen Portalen machen wird. So erhält die Gruppe den Auftrag, Xykon aufzuhalten. Dieser ist mittlerweile wieder voll regeneriert und befindet sich auf dem Weg nach Azure City, denn auch in dieser Stadt ist ein versiegelter Riss zu finden. In einer Schlacht um die Stadt (die Xykon nach langem Ringen für sich entscheiden kann) wird Roy getötet und auch das Portal für diesen Riss zerstört.
Nach der Schlacht bleibt die Gruppe lange getrennt. Roy begegnet im Jenseits seinen Eltern und seinem Großvater. Haley und Belkar gründen eine Widerstandsgruppe gegen die Hobgoblin-Besatzer in Azure City, verlassen dann aber die Stadt, um einen Kleriker zu finden, der Roy wiederbeleben kann, wobei sich ihnen Roys Freundin Celia anschließt. Elan, Durkon und Vaarsuvius begleiten die Flüchtlinge aus Azure City und müssen sich mit dem bösen Adligen Kubota und seiner Halbork-Ninja Therkla auseinandersetzen sowie den Teufeln, die mit ihm verbündet sind. Dabei wird Vaarsuvius beinahe wahnsinnig, weil seine/ihre Magie die magische Blockade von Xykon um Azure City nicht überwinden kann. Vaarsuvius trennt sich von der Gruppe und wird in der Einsamkeit durch das IFCC kontaktiert (eine Organisation von Teufeln und Dämonen), die ihm/ihr kurzzeitig große magische Macht verschaffen. Diese benutzt Vaarsuvius, um seine/ihre Familie vor einem Drachen zu retten und (ohne Erfolg) Xykon anzugreifen. Seither steht Vaarsuvius jedoch in der Schuld des IFCC und erfährt nach und nach von immer weiteren fatalen Konsequenzen der kurzlebigen höllischen Machtfülle. Der Order findet nach all diesen Verwicklungen in Haleys Heimatstadt Greysky City wieder zusammen und Roy wird durch Durkon, den Priester der Gruppe, wiederbelebt.
Der Order of the Stick bricht nun in die große Wüste auf dem westlichen Kontinent auf, wo sich das vierte und vorletzte Portal befindet, zu dem Xykon laut Vorhersage eines Orakels als Nächstes aufbrechen soll. Elan begegnet auf dem westlichen Kontinent seinem bösen Vater Tarquin, welcher seit Jahren die graue Eminenz mehrerer tyrannischer Regime ist und mit eiserner Faust regiert. Seine Freundin Haley unterdessen findet dort ihren Vater Ian, der erfolglos Widerstand gegen Tarquin leistet. Tarquin und sein vampirischer Hohepriester Malack spielen ein doppeltes Spiel, indem sie erst Elan und den Order mit Informationen und Ausrüstung versorgen, sich dann aber mit der Linear Guild zusammenschließen und einen Wettlauf gegen den Order veranstalten. In mehreren Scharmützeln kämpfen die Gruppen gegeneinander und mit den Fallen der verstorbenen Portalswächter. Der Order findet das Portal zuerst: Roy vernichtet es gezwungenermaßen, sodass Xykon nichts anderes übrigbleibt, als direkt an die Position des letzten Portals weiterzureisen. Die Linear Guild wird im Laufe des Gefechts komplett aufgerieben, der Anführer Nale durch Tarquin getötet. Der Tyrann ist zunehmend besessen von der Idee, sich zum neuen Erzbösewicht der gesamten Geschichte aufzuschwingen, doch der Order entkommt seinen Armeen und begibt sich per Luftschiff auf die Reise zum letzten übriggebliebenen Portal.
In einem Kampf gegen den nun verstorbenen Echsenpriester Malack wurde der Zwerg Durkon von der Seele eines Vampirs besessen, der im Auftrag der finsteren nördlichen Göttin Hel eigene Pläne verfolgt, jedoch den Wunsch vortäuscht, sich wiederbeleben zu lassen. Bei einem Zwischenhalt in einer Gnomenstadt erfährt die Gruppe von einem Gipfeltreffen aller Hohepriester des Nördlichen Pantheons und bricht dorthin auf, um Durkon seinen Wunsch zu erfüllen. Es stellt sich allerdings heraus, dass einige Götter in einer Verzweiflungstat lieber die Welt zerstören wollen, als eine Befreiung des Snarl zuzulassen. Hel und der nun enttarnte Nicht-Durkon befürworten den Weltuntergang. Nach mehrfach unentschiedener Abstimmung auf dem Göttergipfel reist die Abenteurergruppe nach Firmament, wo der Vampir eine zwergische Ratsversammlung korrumpieren will, welche die letzte ausstehende Stimme hat. Nachdem auch dieser Plan gescheitert ist, offenbart der Gott Thor der Seele des verstorbenen Durkon bislang unbekannte Geheimnisse über die Welt und den Snarl.
Das fünfte und letzte Portal befindet sich beim Nordpol der Welt, wo Xykon und seine Helfer ein Basislager aufgeschlagen haben, um das zugehörige Dungeon zu erkunden, welches das Portal schützt. Der Order of the Stick begegnet dort Serini, der letzten überlebenden Abenteurerin aus der Gruppe, welche einst die Portale geschaffen hat. Nach einigen Missverständnissen gelingt es dem Order, Serini vom Ernst der Lage zu überzeugen.
Die endgültige Auseinandersetzung mit Xykon steht noch aus.

### Handlung der gedruckten Comics
Der Autor Rich Burlew veröffentlichte gedruckte Ausgaben des Online-Comics, angereichert mit zusätzlichem Material. Vier umfangreiche Hefte bestehen ausschließlich aus nicht online verfügbarem Inhalt, sind jedoch nicht zum Verständnis des Onlinecomics zwingend erforderlich:
- Vorgeschichte und Hintergründe des Team Evil, gebildet durch Redcloak, Xykon und das Monster in der Dunkelheit, wird in dem Prequel-Heft „Start of Darkness“ erzählt. Insbesondere die inneren Spannungen unter den Bösewichten werden porträtiert, dennoch mangelt es nicht an Pointen und Anspielungen, etwa auf E.T., X-Men und Zirkusshows.

- Die Vorgeschichte der sechs Hauptcharaktere wird im Buch „On the Origin of PCs“ erläutert (Der Titel selbst bedeutet wörtlich „Über die Entstehung der SCs“ und ist eine Anspielung auf Darwins Hauptwerk „On the Origin of Species“). Bei der Suche nach einem Kampfnamen für die Gruppe unterbieten sich die Mitglieder gegenseitig mit ihren Vorschlägen, bis der frustrierte Anführer Roy einen herumliegenden Zweig wegtritt und sarkastisch „The Order of the Stick“ vorschlägt, was vom Rest der Gruppe begeistert aufgenommen wird.

- Das Buch „Snips, Snails and Dragon Tails“ enthält die Comics, die Burlew für die Zeitschrift Dragon produzierte, sowie zusätzliche Parodien auf Hamlet, Hans und die Bohnenranke, Rotkäppchen, James Bond und auf das von Burlew nicht verwendeten Regelwerk D&D 4.0. Praktisch das gesamte Bonusmaterial dieses Heftes ist losgelöst von der Handlung des Onlinecomics.

- In „Good Deeds Gone Unpunished“ sind Geschichten zu populären Nebencharakteren der Hauptgeschichte veröffentlicht; fokussiert auf das Setting von Azure City. Einige dieses Geschichten gehören zu den Kickstarter-Comics (siehe unten).

### Kickstarter-Erfolg und weitere Produkte
Am 22. Januar 2012 entschied sich Rich Burlew zur Finanzierung von Neuauflagen einiger seit Jahren vergriffenen OotS-Bücher dazu, ein entsprechendes Projekt auf der Crowdfunding-Plattform Kickstarter vorzustellen. Mit über 1,25 Millionen Dollar sammelte er weit mehr Mittel ein als ursprünglich erwartet, sodass alle Bücher nachgedruckt wurden. Das Projekt übertraf zudem mehrere bisherige Rekorde von Kickstarter.
Im Zuge der Kickstarter-Kampagne wurden vor allem Merchandise-Fanartikel vertrieben, welche Rich Burlew in den Folgejahren nach und nach den Unterstützern der Kampagne zukommen ließ. Er versteigerte in diesem Rahmen auch den persönlichen Auftritt der Rollenspiel-Figur eines Fans, die im Jahr 2015 eine wichtige Nebenrolle erhielt. Weitere Boni für Kickstarter-Unterstützer, die nach und nach erscheinen und später auch allgemein vertrieben werden sollen, sind zusätzliche Hintergrundgeschichten zu verschiedenen Charakteren der Serie (Therkla, Belkar, O-Chul, Sir Francois, Julio Scoundrél, das Polizeikommissariat von Cliffport), eine Parodie auf Shakespeares Romeo und Julia und schließlich eine Parodie auf die D&D-Welt Dark Sun.
Seit August 2015 vertreibt Rich Burlew auch PDF-Versionen seiner Bücher.

## Charaktere

### The Order of the Stick
- Roy Greenhilt, ein rechtschaffen guter menschlicher Kämpfer, Anführer der Gruppe und nach Aussage des Autors die Hauptfigur. Trotz der Klischees über Kämpfer ist er auch intelligent und gebildet, so besitzt er ein Diplom der Kämpfer-Akademie, das ihn als Master of Battle Administration (MBA) ausweist. Roy führt den Blutschwur seines verstorbenen Vaters Eugene Greenhilt gegen den Lich Xykon fort, der Eugenes Mentor getötet hat. In Comic #0443 stirbt Roy bei der Verteidigung von Azure City, als er im Luftkampf mit Xykon von dessen Drachen fällt, in Comic #0665 kann Durkon ihn wiederbeleben. Roy baut im Verlauf der Geschichte eine enge Bindung zu seinem namensgebenden Familienschwert auf und erlangt dadurch besondere Fähigkeiten. Sein Charakter verkörpert den typischen Anführer einer Gruppe, der sich zwar eher mit den kontraproduktiven Einzelaktionen seiner Mitstreiter beschäftigen muss als mit dem Hauptplot. Dieser wird jedoch nur durch seine Aktionen vorangetrieben.
- Durkon Thundershield, zwergischer Kleriker des Gottes Thor. Er ist wie Roy rechtschaffen gut, wird als zuverlässig und traditionell charakterisiert und verkörpert das Klischee eines Fantasy-Zwerges: Bärtig, stets in schwerer Rüstung, mit Streithammer, bierkonsumierend, mit schottischem Akzent, mag Höhlen und Steine und hat Angst vor Bäumen. Er wurde ursprünglich wegen einer unheilvollen Prophezeiung aus seiner nordischen Heimat verbannt und sehnte sich nach der Rückkehr. Er war, bis zu seiner Verwandlung in einen Vampir, der unveränderliche und ruhende Pol der Gruppe. Seit seiner Wiederbelebung ist dem Order bekannt, dass Durkon in seiner Zwergenheimat einen großen Familien- und Freundeskreis hat.
- Vaarsuvius (kurz V, auch pronomisch gebraucht), ist ein(e) elfische/r Zauberer/in und hochintelligent, hat aber Defizite im Bereich der sozialen Fähigkeiten. V erfüllt dabei nicht das Klischee des alten, weisen Magiers, sondern ist ungeduldig und schätzt offensive Magie mit hohem Zerstörungspotenzial. Charakteristisch für V ist eine übertrieben wortreiche Ausdrucksweise mit kompliziertem Satzbau, worin sich Vs hohe Intelligenz ausdrückt (womöglich von V selbst unbeabsichtigt). Sein/ihr Geschlecht ist absichtlich offen gelassen – eine Anspielung auf die Androgynität von Elfen in der Fantasy-Literatur. V hat eine/n Ehepartner/in und zwei Adoptivkinder, deren Geschlecht ebenfalls unbekannt ist; die Beziehung zu diesen ist jedoch durch Vs lange Abwesenheit getrübt. V strebte im Lauf der Geschichte nach Erkenntnis und magischer Macht und ging dabei deutlich zu weit. Plötzlicher Gewinn, verheerender Missbrauch und leichtfertiger Verlust von absoluter magischer Macht hat V zu einem verantwortungsbewussten Charakter gewandelt, sodass V nun auch wieder auf die Ratschläge seines/ihres Tiervertrauten Blackwing hört (ein Rabe, symbolisch für Vs Gewissen).
- Haley Starshine, menschliche Schurkin. Sie ist eine geschickte Bogenschützin und wurde als übertrieben geldgierig eingeführt, auch wenn sie seltene altruistische Anwandlungen hat. Haley hat aufgrund ihrer Jugend und Erziehung in einer Verbrecherhochburg große Schwierigkeiten, anderen Leuten zu vertrauen. Ihr Vater wurde, wie sich erst spät herausstellte, von Elans Vater gefangengesetzt, der Haley um ein enormes Lösegeld erpresst. Sie wurde erst deshalb zur raffsüchtigen Abenteurerin. Ihre Erfahrungen als verantwortungsvolle Anführerin der Rebellen von Azure City sowie ihr romantisches Verhältnis zu Elan überwiegen jedoch mittlerweile ihren schurkischen „Geschäftssinn“.
- Elan (menschlicher Barde/schneidiger Schwertkämpfer, Chaotisch Gut). Er ist sehr gutaussehend und charismatisch, allerdings auch dümmlich und naiv. Er glaubt fest an die Regeln des Dramas, kennt alle stereotypischen Geschichten, vor allem aus den Genres Fantasy, Märchen und Science Fiction, und verhält sich entsprechend. Sein Nutzen für die Gruppe und seine Fähigkeiten wurden immer wieder in Frage gestellt, da er sich in verschiedenen Situationen als Klotz am Bein erwies. Seine Fähigkeiten stiegen jedoch rasant, als er sich zum schneidigen Schwertkämpfer ausbilden ließ. Er hat im Lauf der Geschichte neue (positive, aber auch tragische) Einsichten in die Welt gewonnen, bleibt aber Hofnarr des Order.
- Belkar Bitterleaf (Chaotisch Böser Halbling-Waldläufer/-Barbar). Belkar ist ein Psychopath, erfüllt von reiner Lust am Töten. Er wird nur in der Gruppe toleriert, weil er auf diese Weise einigermaßen unter Kontrolle gehalten werden kann. Im späteren Verlauf der Geschichte entsteht aber der Eindruck, dass er sich charakterlich gewandelt und ein Verantwortungsbewusstsein für die Gruppe entwickelt hat. In seiner Zeit im Widerstand in Azure City entwickelt er eine kumpelhafte Beziehung zu Mr. Scruffy (dt. etwa: „Herr Schnuddel“), dem Kater des früheren Herrschers Shojo. Als Tiergefährte des Waldläufers ist Mr. Scruffy das erste Wesen, an dem Belkar wirklich etwas zu liegen scheint. Vom Auftreten ist Belkar als Munchkin und Parodie auf den Typus des fröhlich-liebenswerten Hobbit-Tunichtgutes angelegt, etwa Tolkiens Peregrin Tuk oder Salvatores Regis.

### Verbündete
- Celia, eine Sylphe. Sie arbeitete ursprünglich in dem Dungeon, das der Order auf der Suche nach Xykon zerstörte. Sie lässt sich danach zur Anwaltsassistentin ausbilden und wird Roys Freundin. Als Bewohnerin der Luftebene ist sie allerdings äußerst weltfremd in der Welt der Sterblichen und verabscheut Gewalt.
- Eugene Greenhilt, Roys Vater und Zauberer. Er kämpfte bereits gegen Xykon und schwor einen Bluteid, diesen zu besiegen. Da er dies zu Lebzeiten nicht tat, ging der Eid auf Roy über. Das Verhältnis zu seinem Sohn Roy (und seinem eigenen Vater Horace, der wie Roy ein Kämpfer war) ist von gegenseitiger Abneigung geprägt. An das Familienschwert in Roys Besitz gebunden, bespukte Eugenes Geist seinen Sohn lange.
- Julia Greenhilt, Roys jüngere Schwester. Sie studiert in der Zauberschule Warthogs (Anspielung auf Hogwarts).
- Captain Julio Scoundrél (dt. etwa „Käpt'n Kanaille“), 32-bester Schwertkämpfer (von 100) des Jahrhunderts. Scoundrél unterrichtete Elan während der Reise nach Azure City auf seinem Luftschiff (der Mechane) in der Prestigeklasse Schneidiger Schwertkämpfer. Scoundrél unterstützte den Order of the Stick erneut im Kampf gegen Tarquin, obwohl er (als Mentor Elans und als Kenner stereotypischer/klischeehafter Geschichten) befürchten musste, von dessen Feind umgebracht zu werden. Anschließend begab er sich in den Ruhestand und überließ Bandana sein Schiff.
- Bandana, nach Julios Abreise die neue Kapitänin der Mechane, willigte ein, den Order zum letzten Portal zu bringen. Dabei geriet sie in einen sich langsam steigernden Konflikt mit der Chefingenieurin des Schiffs, Andromeda. Zur weiteren Crew gehören auch Carol, Felix, Kwesi, Mateo und weitere Piraten.
- Der Order of the Scribble (dt. etwa: „Orden vom Kritzeln“) war eine Abenteurergruppe wie der Order of the Stick, jedoch sechzig Jahre früher. Angeführt von Paladin Soon Kim, bestand sie ferner aus dem Zwergenbarbaren Kraagor, der Halblingsschurkin Serini Toormuck, dem Waldläufer-Illusionisten Girard Draketooth, der Elfendruidin Lirian und dem menschlichen Magier Dorukan. Diese Gruppe fand erstmals die fünf Risse, hinter denen der Snarl lauerte, und versiegelte sie mit jenen Portalen, die der Order of the Stick im Laufe des Comics verteidigen will. Danach trennte sich die Gruppe im Streit.
- Die Sapphire Guard (dt. etwa: „Saphirgarde“), eine Gruppe von Paladinen/Samurais in der ostasiatisch geprägten Stadt Azure City. Sie wurde von Soon Kim gegründet und wird zu Beginn des Comics von Lord Shojo angeführt, der selbst kein Paladin ist. Vor der Belagerung Azure Cities wird Shojo des Hochverrats bezichtigt und ermordet, sodass sein Neffe Hinjo Herrscher der Stadt wird. Beinahe der gesamte Paladinorden starb im Thronsaal von Azure City. Nur vier Paladine der Garde überlebten: Hinjo selbst, Lien, O-Chul und Thanh. Jeder von diesen ist auf der Seite des Orders of the Stick.
- Der Widerstand von Azure City gegen die Goblin-Besatzer bildete einen Hinderungsgrund für das Team Evil, weiterzuziehen. Haley einte die zersplitterten Gruppen unter dem Paladin Thanh, bevor sie selbst Azure City verließ. Der Widerstand erhielt noch elfische Unterstützung, bevor Redcloak ihn vollständig auslöschte.
- Ian Starshine, menschlicher Schurke, ist der Vater von Haley. Er kämpfte aus seiner Gefängniszelle einen hoffnungslosen Kampf gegen das Regime von Tarquin und traut (fatalerweise: sein Schwager sabotierte seinen Widerstandskampf) nur seiner eigenen Familie. Eine Zusammenarbeit mit Elan, dem Sohn seines verhassten Feindes, schlug er darum aus. Nach seiner Rettung durch den Order schließt er sich der Widerstandskämpferin Amun-Zora an.
- Zahlreiche Zwerge von Firmament gehören zum Freundeskreis um Durkon und dessen Mutter Sigdi. Sie alle sind durch die heldenhaften Taten von Sigdi geeint, und eilten dem Order zu Hilfe, um den Verrat der Vampire am Volk aller Zwerge zu verhindern. Eine eher zweifelhafte zwergische Verbündete ist Hilgya, die Mutter von Durkons Sohn Kudzu: Sie tötete den aus ihrer Sicht treulosen Durkon aus Groll. Durkon und Sigdi besänftigten sie durch das Versprechen, sich um Kudzu zu kümmern. Die Zwergin Minrah, die im selben Tempel wie Durkon diente, schließt sich in Firmament dem Order of the Stick an.

### Gegenspieler

#### Team Evil
- Xykon, ein untoter epischer Hexenmeister (Lich). Mit Hilfe von Redcloak plant er ein Ritual durchzuführen, das ihm die Kontrolle über die versiegelten Portale zum Snarl geben soll und damit indirekt auch über den Snarl selbst. Mit dessen Stärke hofft er, Herrscher der Welt zu werden. Xykon verkörpert das Böse und ist grausam gegenüber Gegnern wie Verbündeten. Er scheint oft abgelenkt zu sein und nicht zu wissen, was um ihn herum vorgeht; z. B. kann er sich nicht an den Namen seines eingeschworenen Gegners Roy erinnern, obwohl ihn dieser schon einmal fast vernichtet hätte. Pläne interessieren ihn nicht, ebenso wenig wie subtiles Vorgehen. Durch das Ausnutzen jeglicher Vorteile, die sich ihm bieten, ist er ein gefährlicher Gegner, der sich nicht nur auf seine mächtige Magie verlässt.
- Redcloak, ein Goblin-Kleriker. Redcloak ist der Hohepriester des „Dark One“, des Gottes aller Goblins und aller sonstigen humanoiden Monsterrassen. Er trägt einen roten Mantel, ein Artefakt, das ihn befähigt, das Ritual zur Kontrolle der Portale zum Snarl auszuführen. Dafür benötigt er aber die Hilfe eines Magiers oder Hexenmeisters. Als Mittel zum Zweck hat er sich Xykon erkoren, den er systematisch betrügt, um das Ziel des Dark One zu erreichen. Redcloak ist ein intelligenter und charismatischer Anführer, der sein Leben dem Dienst an seinem Volk gewidmet hat. Er hat einen Pakt mit Xykon geschlossen, was in zahlreichen oft unnötigen Goblin-Todesfällen resultierte. Erst im Laufe der Zeit merkt er, dass er die Leben seiner (Hobgoblin-)Untertanen schon ebenso leichtfertig opfert wie sein Meister; er ändert seine Einstellung daraufhin drastisch. Redcloak wird außer durch die Liebe zu seinem Volk auch vom Hass auf alle Menschen angetrieben. Er verlor seine Familie und fast alle seine Freunde während eines Angriffs der Paladine der Sapphire Guard auf sein Dorf.
- Monster in the Dark (kurz MitD). Ein unbekanntes Monster. Auf Xykons Geheiß muss es sich im Dunkeln verstecken, da es seine mächtigste Waffe sei und ein vernünftiger Schurke seine beste Waffe immer erst zuletzt enthülle. Das Monster erscheint kindlich naiv und zu Beginn der Handlung regelrecht dumm zu sein; es ist durchaus zu bösen Taten fähig, wenn man es entsprechend instruiert. Genauso allerdings ist das MitD auch zu guten Taten fähig, wie sich durch seine Freundschaft mit dem Paladin O-Chul zeigt, dem es auch seine Lernfähigkeit und Intelligenz offenbarte. Die wahre Identität des Monsters wurde noch nicht enthüllt, es scheint aber über enorme Kraft und auch magische Fähigkeiten zu verfügen.
- Tsukiko, eine menschliche Mystische Theurgin aus Azure City. Sie schloss sich Xykon an, da sie nekrophil war und die Anerkennung des Untoten anstrebte. Sie war die Gegenspielerin Haleys in deren Zeit als Anführerin des azuritischen Widerstands. Redcloak tötete sie, als sie seinen Betrug an Xykon entdeckte.

#### Linear Guild
Die Linear Guild (LG; dt. etwa: „Lineare Gilde“) war eine Art böses Spiegelbild des Order of the Stick:
- Nale, Elans rechtschaffen-böser Zwillingsbruder und Sohn des bösen Heerführers Tarquin. Er führte die Linear Guild an. Er war im Gegensatz zu Elan hochintelligent, aber egozentrisch und neigte zu „übertrieben komplizierten“ Plänen. Dies zeigte sich auch in der Wahl seiner Klassen: Er war ein Kämpfer/Schurke/Hexenmeister, was in der Summe aber nichts anderes war als ein Barde, Elans Klasse. Angetrieben wurde Nale durch den Drang, aus dem Schatten seines Vaters herauszutreten. Als er sich mit drastischen Worten von ihm lossagte, wurde er von ihm getötet.
- Thog, halborkischer Kämpfer/Barbar. Er hatte ein kindliches Gemüt und war von sehr geringer Intelligenz. Er hing sehr an Nale und führte dessen böse Pläne jederzeit aus, veranstaltete aber bei Gelegenheit auch aus eigenem Antrieb Blutbäder. Er mochte unter anderem Hündchen und Eiscreme und fürchtete sich vor Mädchen. Er wurde als Gegenpart zu Roy eingeführt, der intelligent ist und sich selbst unter Kontrolle hält. Roy besiegte ihn mehrmals, zuletzt in der Arena von Bleedingham im Empire of Blood – seither ist unsicher, ob Thog den Kampf überlebte.
- Sabine, ein gestaltwandelndes Wesen aus der Unterwelt und Nales Geliebte. Sie wurde als Gegenspielerin zu Haley eingeführt. Zu Beginn war noch unklar, ob sie Dämon oder Teufel ist. Später wurde ihre Identität als Sukkubus und als Agentin des IFCC enthüllt. Sie hat den höllischen Auftrag, Nales sinnlosen Konflikt mit dem OotS anzuheizen, was Nale jedoch nicht weiß. Dabei scheint jedoch ihre Loyalität zu Nale stärker ausgeprägt als zu ihren höllischen Vorgesetzten.
- Zz'dtri, schweigsamer Drow-Zauberer. Er trug zwei Krummsäbel, weil diese "Standardausrüstung" sind. Sein Charakter ist die Umkehrung des weitschweifigen Vaarsuvius und eine Parodie auf Drizzt Do'Urden aus den Fantasy-Romanen von R. A. Salvatore.
- Hilgya Firehelm, zwergische Klerikerin des bösen Gottes Loki. Sie verliebte sich in Durkon; der traditionsbewusste Zwerg jedoch verstieß sie, als er erfuhr, dass sie aus ihrer Ehe geflüchtet war.
- Yikyik, Kobold und Spurenleser. Er war genauso psychopathisch wie Belkar.

Als Folge des ersten Aufeinandertreffens der Gruppen verlor die LG ihre Mitglieder Yikyik, Zz'dtri und Hilgya. Als Ersatz kamen in die Gruppe:
- Yokyok, Sohn von Yikyik, der seinen Vater rächen wollte. Der Kobold war Duellant (eine Prestigeklasse) und ungewöhnlicherweise nicht böse. Er wurde von einem Mob aus Helden getötet, nachdem Belkar ein Kopfgeld auf ihn aussetzte.
- Pompey, ein halbelfischer Zauberer und Mitschüler von Julia Greenhilt.
- Leaky Windstaff, Neutral Böser gnomischer Druide. Er kann Bäume unter seine Kontrolle bringen und ähnlich wie Ents zum Gehen und Kämpfen bewegen.

Pompey und Leaky verließen die LG nach dem zweiten Zusammentreffen mit dem OotS wieder, beim dritten Zusammentreffen war die LG nur mit Sabine, Thog und Nale besetzt und darum zahlenmäßig unterlegen. Für die nächste, vierte Begegnung, wurde die Gruppe wieder aufgestockt:
- Zz'dtri wurde erneut rekrutiert, mit dem teuflischen Imp Qarr als dessen Vertrauten ergab sich ein neuer Gegensatz zu dem nun permanent anwesenden Blackwing, Vaarsuvius' Tiervertrauten.
- Der Kobold-Waldläufer Yukyuk und sein Reithund Sir Scraggly stellten den Gegenpart zu Belkar und dessen neuen Tiergefährten Mr. Scruffy dar. Vaarsuvius verzauberte ihn, um Zz'dtri zu besiegen, und nutzte Yukyuk bis zu seinem Tod als hypnotisierten Gefolgsmann.

Für das fünfte Aufeinandertreffen bestimmte Tarquin die neue Gruppenzusammensetzung der LG. Offiziell blieb Nale Anführer, jedoch unterlag er der ständigen subtilen Kontrolle seines Vaters.
- Nale, Sabine, Zz'dtri und Qarr blieben Gruppenmitglieder. Erstmals war Thog kein Mitglied.
- Der Vampir-Kleriker Malack (als Gegenpart Durkons), der Kobold-Bürokrat Kilkil (als Gegenpart Belkars) und Tarquin selbst (in der Verkleidung als Thog der Gegenpart Roys) traten der Gruppe bei, obwohl sie zugleich auch dem Empire of Blood Tarquins angehörten.

Während der Wettrennens zu Girards Portal wurde die LG vollständig aufgerieben: Sabine wurde durch Durkon gebannt; Durkon wurde von Malack als Vampir "rekrutiert" und stockte die LG auf; danach verließen Tarquin und Kilkil die LG, um zum Empire of Blood zurückzukehren; Nale und Zz'dtri vernichteten Malack; Durkon tötete Zz'dtri; Qarr floh nach dem Tod seines Meisters; Durkon kehrte zum Order zurück und schließlich wurde Nale durch seinen wiedergekehrten Vater exekutiert. Eine Wiederkehr der LG als Gruppe von Antagonisten ist damit fraglich.

#### Weitere Antagonisten
- Das Empire of Blood (dt.: Reich des Blutes) ist das finstere Reich von Elans und Nales Vater, General Tarquin. Entgegen den naiven Erwartungen Elans entpuppte sich Tarquin zwar als ruchloser Bösewicht, unterstützte aber den Order of the Stick unerwartet mit Informationen und Ausrüstung. Tarquin ist seinerseits Mitglied einer Abenteurergruppe, die sich in den Regierungsapparaten des Empire of Blood, des Empire of Tears und des Empire of Sweat verteilt hat. Neben Tarquin sind dies: Miron Shewdanker, Laurin Shattersmith, Jacinda, ein namentlich bislang unbekannt Charakter und schließlich Malack, ein Vampir-Kleriker des Todesgottes Nergal. Malack und Nale hassten einander; in Unkenntnis über Malacks Wesen freundete sich Durkon beim Teetrinken und Theosophieren mit Malack an. Trotz der ideologischen Differenzen schienen Tarquin und seine Kumpane den Protagonisten lange wohlgesinnt – bis Tarquin sich offen gegen Roy wandte, den er als Hindernis für die Entfaltung von Elans Heldenepos betrachtete.
- Hel, die böse Göttin des Todes, gewann mit der Verwandlung Durkons in einen Vampir einen direkten Helfershelfer inmitten des Order. Der Vampir hält Durkons Seele gefangen und gewann mühelos das Vertrauen seiner angeblichen Verbündeten. Hels Hauptziel ist die Vernichtung der Welt, um gemäß einer Wette mit ihrem Erzfeind Thor völlige Kontrolle über die Seelen aller Zwerge zu gewinnen. Die Existenz weiterer, vielschichtigerer Notfallpläne wurde bereits angedeutet. Auf Seite von Hel stehen weitere nördliche Gottheiten, darunter Thrym, der Halbgott der Eisriesen, der seine Anhänger gegen den Order mobilisierte.
- Der Snarl, ein Monster mit der Macht, selbst Götter zu vernichten. Es wurde der Legende nach vor Urzeiten von den Göttern gebannt, jedoch bildeten sich mit der Zeit Risse in seinem Gefängnis, die durch fünf versiegelte Portale verschlossen wurden. Das erste Portal wurde im Wald von Lirian durch Redcloak zerstört, das zweite im Verlies des Dorukan von Elan, das dritte während der Belagerung von Azure City durch Miko Miyazaki, das vierte durch Roy in der Pyramide von Girard Draketooth. Das letzte versiegelte Portal befindet sich in der Grabstätte Kraagors.
- Das IFCC (Inter-Fiend Cooperation Commission) ist eine Organisation, der je ein Teufel, Daemon und Dämon angehört. Diese drei Typen von Höllenbewohnern (Scheusale) führen normalerweise einen ewigen Krieg gegeneinander; das IFCC verfolgt dagegen eine revolutionäre Kooperationsstrategie, deren Ziel der endgültige Triumph über die Mächte des Guten sein soll. Seit sie von dem Kampf des Order gegen Xykon um die Kontrolle über die Snarl-Portale erfuhren, sind sie sehr an dem Verlauf des Konflikts interessiert. In ihren Diensten stehen zwei Mitglieder der Linear Guild: Der Imp Qarr und die Sukkubus Sabine.
- Die Diebesgilde in Greysky-City arbeitete an mehreren Fronten gegen die Interessen des Order. Deren Anführer Bozzok lockte Ian Starshine mithilfe von dessen Familie in die Fänge von General Tarquin; die Assassinin Crystal war eine Intimfeindin von Haley. Nach Haleys Rückkehr in die Stadt der Gilde kam es zu einem größeren Gefecht, bei dem zahlreiche Gildenmitglieder sowie Crystal starben. Bozzok verfolgte Haley danach aus Rache, wobei er von dem finsteren Golem-Beschwörer Grubwiggler magische Unterstützung erhielt. In einem weiteren Gefecht in der Gnomenstadt Tinkertown starben Bozzok und (erneut) Crystal; die Gilde steht seither vermutlich unter der Kontrolle des pragmatischen Hank, der seine sehr geschwächte Position konsolidieren muss.
- Miko Miyazaki, weiblicher Paladin der Sapphire Guard. Sie legte die Regeln der Paladine extrem strikt aus und neigte zudem zu Fehldeutungen bestimmter Ereignisse. Sie wurde von Lord Shojo ausgeschickt, um die Protagonisten an seinen Hof zu bringen. Roy war kurzzeitig in sie verliebt, doch ihr Charakter machte sie dem ganzen Order unsympathisch. In ihrem Fanatismus konstruierte sie eine Verschwörungstheorie, nach der ihr Herrscher Shojo, der Order und Xykon gemeinsame Sache machten. Darum ermordete sie Shojo, was den Verlust ihrer Paladin-Fertigkeiten zur Folge hatte. Nach wie vor in der festen Überzeugung, den Willen der Götter umzusetzen, zerstörte sie zum ungünstigsten Zeitpunkt das Siegel zum Portal von Azure City und starb in der Explosion. Der schon beinahe besiegte Xykon überlebte darum die Schlacht um Azure City und trug den Sieg davon, zudem wurde ein Hindernis beseitigt, das den Snarl in Schach hält.
- Kubota, hochrangiger Aristokrat aus Azure City, war an mehreren Verschwörungen gegen Lord Shojo und dessen Nachfolger Lord Hinjo beteiligt. Als seine halborkische Assassinin Therkla sich aus Liebe auf die Seite Elans schlug, tötete er sie. Da er mit seinen Intrigen Vaarsuvius’ Forschungen behinderte, desintegrierte diese/r ihn. Sein teuflischer Gehilfe Qarr versuchte, Vaarsuvius zu korrumpieren, schloss sich aber letztlich dem IFCC und der LG an.
- Das Orakel ist ein Kobold und Begünstigter der bösen Drachengöttin Tiamat. Seine Weissagungen gegenüber dem Order bewahrheiten sich zwar, waren aber stets irreführend, da das Orakel die Abenteurergruppe nicht mag – insbesondere Belkar, der es einmal tötet.
- Die Schwarzen Drachen. Nachdem Vaarsuvius einen bösen Schwarzen Drachen tötete, spürte dessen Mutter Vaarsuvius' Familie auf, um sich zu rächen. Als Antwort auf den gescheiterten Anschlag auf die Elfenfamilie tötete Vaarsuvius ein geschätztes Viertel der schwarzen Drachenpopulation in der Welt. Auch die Familie der Draketooth, Nachkommen des Illusionisten Girard, waren mit den Schwarzen Drachen weitläufig verwandt. Vaarsuvius tötete also mit seinem impulsiven Racheakt alle Wächter des Portals auf dem Westlichen Kontinent, was die Pläne des Order über den Haufen warf.
- Ganji und Enor, zwei reptilischen Kopfgeldjäger vom Westlichen Kontinent, gelang die Entführung von Haley, Elan und Vaarsuvius ins Reich des Blutes. Danach trafen sie immer wieder auf den Order of the Stick, wobei sie den „Warmblütern“ zunächst feindlich gegenüberstanden. Auch sie arbeiten später mit Amun-Zora zusammen, um Tarquin zu stürzen.
- Der Rote Drache Cander ist ein früherer Kult-Anführer, der vom Order of the Scribble besiegt und eingekerkert wurde. Zum ungünstigsten Zeitpunkt behindert er das Fortkommen des Order of the Stick im finalen Dungeon.

## Welt
Anders als in zahlreichen anderen Rollenspiel-Comics gibt es in OotS weder Spielleiter noch Spieler für die Protagonisten. Dennoch ist den Charakteren voll bewusst, dass sie sich in einer Strichmännchen-Fantasyparodie befinden, und sie durchbrechen regelmäßig die Vierte Wand. Es wurde sogar innerhalb der Serie darauf hingewiesen, dass die Götter sich bei der Erschaffung der Welt auf genau dieses Thema (self aware stick figure fantasy parody) geeinigt haben.
Die Welt des Order of the Stick (Stickverse) ist ein D&D-Setting (Dungeons and Dragons in der Version 3.5), welches der Autor Rich Burlew in Anlehnung an vorhandene Settings erstellt hat. Die oberflächlich mittelalterliche Fantasywelt steckt im Detail voller absurder Anachronismen (Kaffeemaschinen, Zeppeline, Steampunk, Dinosaurier, Regenbogenpresse, TNT, KI-Kunst) und pointenreicher Anspielungen. Beispielsweise können Zauberwirker neben den Vier Elementen ebenso die Chemischen Elemente beschwören: aufgetreten sind bislang unter anderem Titan-, Chlor-, Silicium-, Gold-, Magnesium- und Osmium-Elementare.
Menschen stellen in vielen Weltregionen des Stickverse die Bevölkerungsmehrheit, gefolgt von Zwergen, Elben, Gnomen und Halblingen. Orks werden vielerorts misstrauisch betrachtet. Ein deutliches sozialkritisches Element des Comics klingt in der Behandlung humanoider Monstervölker auf dem Hauptkontinent an: zu den von Helden systematisch verfolgten Fantasywesen gehören Goblins und Hobgoblins, Echsenvolk und Kobolde sowie Oger, Gnolle und Trolle. Die Monstervölker wurden von den Göttern als XP-Quelle erschaffen: Zumindest die Goblinoiden haben diesen Umstand erkannt und den Kampf für ein eigenes Existenzrecht aufgenommen.
Die Welt ist in drei große Regionen aufgeteilt. Der Hauptkontinent umfasst die Nord- und die Südlande, durch einen Ozean mit vielen Inseln getrennt von dem Westlichen Kontinent. Im verschneiten und gebirgigen Norden des Hauptkontinents leben die Zwerge in einem Reich aus unterirdischen Tunneln, in den gemäßigten Breiten erstrecken sich vornehmlich menschliche Königreiche. Für die Handlung bedeutsame Städte sind das kriminell geprägte Greysky City, das modern wirkende Handelszentrum Cliffport und die technologisch fortgeschrittene Gnomenstadt Tinkertown. Die Kultur der Nordlande ist stark an das mittelalterlich-feudale Europa angelehnt. Ein Kontrast hierzu sind die Southern Lands, diese Länder weisen vielfältige, aber nicht genauer beschriebene Kulturen auf. Die Stadt Azure City als prominentester Vertreter vereint vor allem fernöstliche Elemente in sich (insbesondere aus Japan). Der entlegene Westliche Kontinent ist durch eine Gebirgskette geprägt, die den bewaldeten und von den Elben bewohnten Nordteil von der Großen Leeren Wüste (Great Barren Desert) im Süden trennt. Die Randzonen dieser Wüste werden von unterschiedlichen Völkern bewohnt, vor allem Echsenvolk und Menschen. Durch ständige Kriegswirren ist dies ein sehr unsicherer und instabiler Ort.
Es gibt drei Götterpantheons, die entsprechend ihrer geographischen Verbreitung benannt sind. Wie in D&D-Settings üblich, greifen sie auch direkt in das Schicksal der Welt ein.
- Die achtzehn Nördlichen Götter sind Odin, Thor, Loki, Hel, Heimdall, Freya, Freyr, Balder, Hoder, Frigg, Sif, Vafthrudnir, Tyr, Sunna, Njord, Mani, Skadi und Fenrir – vom Autor der Einfachheit halber entnommen aus der nordischen Mythologie. Sie werden im Nordteil des Hauptkontinents angebetet und ergänzt durch Halbgötter, darunter Hermod, Thrym, Surtur, Bragi, Iounn, Dvalin und die Walküre Sigrun.
- Das Südliche Pantheon entspricht dem chinesischen Tierkreis: Drache, Schlange, Pferd, Ziege, Affe, Hahn, Hund, Schwein, Ratte, Ochse, Tiger, Hase. Es handelt sich, dem Namen entsprechend, um die Götter der Südlande.
- Zu den knapp 20 Westlichen Göttern zählen Marduk, Tiamat, Ishtar, Nergal, Adad, Ereshkagal und weitere aus der babylonischen Mythologie; sie werden auf dem Westlichen Kontinent verehrt.
- Es wird im Comic berichtet, dass die drei Pantheons die aktuelle Welt gemeinsam erschaffen haben, nachdem ein viertes Pantheon (unter diesen „Östlichen Göttern“: Zeus, Ares, Apollo, Demeter, Aphrodite, Poseidon, Hades) bei der Zerstörung der ersten Welt durch die böse Entität Snarl vernichtet wurden.

Jede der polytheistischen und nach innen wie außen uneinigen Götterfamilien teilt sich wiederum in Wirkungs-Domänen auf – so sind beispielsweise Hel, Ratte und Nergal die jeweiligen Götter des Todes, wenn auch mit unterschiedlichen Nebendomänen. Weitere Götter neben den drei Hauptfamilien entstanden nach der Erschaffung der Welt, bekannt sind das Pantheon der Elben und der dunkle Gott der Goblins, welcher in der Rahmenhandlung eine zunehmend wichtigere Rolle einnimmt. Zu den Running Gags des Comics zählen auch die von Elan erschaffenen Handpuppengötter Banjo und Giggles.
Gemäß der Kosmologie von D&D weist der Comic für jede von neun Gesinnungskombinationen (gut/böse, rechtschaffen/chaotisch, neutral) mindestens einen darauf abgestimmten Jenseitsort auf; sowie zahllose andere Ebenen der Existenz, darunter Elementarebenen und die Astralebene. Die Handlung des Comics spielt darum teilweise auch im Jenseits für rechtschaffen gute Charaktere Mount Celestia. Vaarsuvius besuchte zudem unfreiwillig die Hölle und gar die Elementare Halbebene für Salatsauce (Semi-Elemental Plane of Ranch-Dressing).

## Veröffentlichungen
- The Order of the Stick (#1): Dungeon Crawlin’ Fools. 2005, ISBN 0-9766580-0-3.
- The Order of the Stick (#0): On the Origin of PCs. 2005, ISBN 0-9766580-1-1. (Prequel, schwarz-weiß, nie im Internet erschienen)
- The Order of the Stick (#2): No Cure for the Paladin Blues. 2006, ISBN 0-9766580-3-8.
- The Order of the Stick (#-1): Start of Darkness. 2007, ISBN 978-0-9766580-4-7. (Prequel, größtenteils schwarz-weiß, nie im Internet erschienen)
- The Order of the Stick (#3): War and XPs. 2008, ISBN 978-0-9766580-5-4.
- The Order of the Stick (#4): Don’t Split the Party. 2009, ISBN 978-0-9766580-6-1.
- The Order of the Stick (#D): Snips, Snails, and Dragon Tales. 2011, ISBN 978-0-9766580-7-8. (Dragon-Magazin-Comics, nie im Internet erschienen)
- The Order of the Stick (#5): Blood Runs in the Family. 2014, ISBN 978-0-9766580-8-5.
- The Order of the Stick (#½): Good Deeds Gone Unpunished. 2018. ISBN 978-0976658092. (Prequel, größtenteils schwarz-weiß. nie im Internet erschienen)
- The Order of the Stick (#6): Utterly Dwarfed. 2019. ISBN 978-0985413965.